# 柯尚迁
柯尚迁（1500年—1582年），又名文迁，字时益，号乔可，又号阳石山人，福州府长乐縣下屿（今福州市长乐区漳港街道百户村）人。明代理学家、数学家和珠算学家。嘉靖年间贡生，曾任邢台县县丞。
柯尚迁著有《周礼全经释原》（入编《四库全书》）、《三礼全经释原》、《曲礼全经类释》、《曲礼外集》等。《曲礼外集》刊行于明万历六年（1578年），其中《补学礼六艺》附录的《数学通轨》是数学著作，有对珠算算法的详细说明。在流传下来的算书中，《数学通轨》最早出现二、五珠的十三位算盘图，其形制与现今的一致。这在珠算发展史上有重要地位。柯尚迁是历史上第一个对珠算算法及算盘图式都作出全面叙述的人。
柯尚迁墓在今吴航街道东关村岭沙山麓，为长乐市市级文物保护单位。漳港街道建有以其名字命名的“尚迁中学”、“尚迁公园”。